# Rabeh Kebir
Rabah Kebir (arab.رابح كبير) – polityk algierski, islamista. Jeden z twórców i przywódców (wraz z  Abbassi Madanim oraz Ali Belhadjem) fundamentalistycznego ugrupowania politycznego Islamski Front Ocalenia (Islamic Salvation Front, FIS). Większość wojny domowej lat dziewięćdziesiątych Rabah Kebir spędził na emigracji w Niemczech, uczestnicząc w działaniach politycznych mających na celu uznanie przez władze Algierii wyników wyborów z 1991 r. Powrócił do kraju w 2006 r., po ogłoszeniu przez władze amnestii.